# قاره باصم (يبعث)

تعديل مصدري - تعديل

قاره باصم هي إحدى قرى عزلة يبعث بمديرية يبعث التابعة لمحافظة حضرموت، بلغ تعداد سكانها 94 نسمة حسب تعداد اليمن لعام 2004.